# Varazes Narses Dastacarano (século VII)
Varazes Narses (em armênio: Վարազ Ներսես; romaniz.: Varaz Nerses) foi um nobre armênio (nacarar) do século VII da família Dastacarano, ativo durante o reinado do imperador Constante II (r. 641–668).

## Nome
Varazes é a forma latina do armênio Varaz (Վարազ), que derivou do persa médio e parta Varaz (Warāz), que por sua vez derivou do avéstico Varaza (Warāza, "javali selvagem"). Foi registrado em grego como Barazes (Βαράζης, Barázēs) e Uarazes (Ουαράζης, Ouarázēs). Por sua vez Narses é a forma helenizada e latinizada do nome. Em armênio, ocorre como Nerses. A atestação mais antiga do nome ocorre nos Feitos do Divino Sapor, uma inscrição trilíngue do reinado do xainxá sassânida Sapor I (r. 240–270). Em parta é registrado como Narsēs e em pálavi como Narsē. O nome deriva do avéstico Nairyō saŋha-, que literalmente significa "o de muitos discursos", ou seja, o mensageiro divino.

## Vida
A parentela de Varazes Narses é desconhecida e sua relação com a família Dastacarano e presumida, pois no relato de Sebeos, onde é registrado, é mencionado como "de Dastecar", que poderia indicar alguma localidade ainda não conhecida. Cyril Toumanoff sugeriu que seja uma corrupção do sobrenome da família, o que permitia essa associação. De todo modo, segundo o relato de Sebeos, em 11 de agosto de 643, participou na reconquista de Arcapa, uma fortaleza em Airarate que havia sido conquistada pelo Califado Ortodoxo no dia anterior, ao tomar posição na planície circundante com Gregório Vanúnio.